# Lovska
Lovska is een plaats in de gemeente Novska in de Kroatische provincie Sisak-Moslavina. De plaats telt 11 inwoners (2001).